# التراث اللامادي السوري
التراث اللامادي السوري هو كتاب أطلقته الأمانة السورية للتنمية باعتبار أنها محكم دولي في منظمة اليونيسكو بالتعاون مع وزارة الثقافة السورية واللجنة الوطنية لليونسكو. يهتم هذا الكتاب بحصر وتوثيق التراث اللامادي السوري متضمناً الطقوس والاحتفالات والممارسات الشعبية وأشكال التعبير الشفهي.
إضافةً إلى الكتاب، أطلقت الأمانة السورية للتنمية موقعاً للمساهمة بحصر ونشر التراث الثقافي السوري اللامادي. يسعى هذا الموقع لصون التراث السوري ونشره وبشكل خاص التراث الشفهي 